# Style 8 bits
 (février 2015).
Si vous disposez d'ouvrages ou d'articles de référence ou si vous connaissez des sites web de qualité traitant du thème abordé ici, merci de compléter l'article en donnant les références utiles à sa vérifiabilité et en les liant à la section « Notes et références ».

Exemple d'animation de jeu dans le style 8 bits

Le style 8 bits ou plus simplement 8 bits (également anglais : 8 Bitish) est une appellation donnée à partir des années 2000, lors de la démocratisation des ordinateurs 32 et 64 bits, à des réalisations, notamment de type démos et jeux vidéo, utilisant des graphismes comportant des gros pixels, dans le style du Pixel art, proches de ceux des micro-ordinateurs et consoles de jeu 8 bits ou 16 bits, et des musiques de type chiptune.
Ce type de réalisation se retrouve dans d'autres formes d'arts, comme dans l'Art urbain avec des personnages de jeux vidéo dont les pixels sont représentés par des carrelages cimentés aux murs, comme les réalisations d'Invader. dans la bande-dessinée (certaines planches de Boulet ou plus récemment l'album Basse Def de Jibé), l'animation, à l'image de 8-bit Cinema, adaptant des films célèbres en animations 8 bits ou encore la musique avec les chiptunes.
Cet art influence surtout, dans le domaine des jeux vidéo, les indépendants (comme, Fez, Linkin Park: 8-Bit Rebellion, Nidhogg ou encore Crawl), mais pas uniquement, on peut le retrouver par exemple, dans des épreuves cachés de jeux vidéo produits par des éditeurs majeurs.

## Musique
Dans le domaine de la musique, différents synthétiseurs utilisant des processeurs audio 8 bits ou imitant leurs sonorités se sont développés et sont utilisés en concert, parfois mêlés à des instruments plus traditionnels ou modernes. Les compositeurs adaptent parfois des morceaux de musique célèbres à ces instruments. On peut citer par exemple Soulsby ou des bricolages utilisant les cartes de vieux ordinateurs ou consoles, comme la NES Keytar réutilisant une console NES de Nintendo